# La diavolessa
La diavolessa (deutsch: ‚Die Teufelin‘) ist eine Opera buffa (Originalbezeichnung: „Dramma giocoso“) in drei Akten von Baldassare Galuppi (Musik) mit einem Libretto von Carlo Goldoni. Die Uraufführung fand am 15. November 1755 im Teatro San Samuele in Venedig statt.

## Handlung

### Kurzfassung
Erster Akt. Das abenteuerlustige junge Paar Dorina und Giannino leidet unter Geldsorgen. Der Wirt Falco schlägt ihnen vor, sich bei dem reichen Don Poppone als Schatzsucher vorzustellen, um ihn auszunehmen. Auch Graf und Gräfin Nastri erhalten auf Empfehlung eines gemeinsamen Freundes eine Einladung von Poppone. Dieser ist der festen Überzeugung, dass sich in seinem Keller ein Schatz befindet, den er nur noch heben muss. Seine Dienerin Ghiandina hofft auf eine Ehe mit ihm. Da Dorina und Giannino als erste eintreffen und Falco sie noch nicht bei Poppone angekündigt hat, kommt es zu einer folgenschweren Verwechslung: Poppone hält die beiden für die Grafen und letztere bei deren Eintreffen für die Schatzgräber. Sein Verhalten führt zu einiger Verwirrung, zumal er ebenso wie Falco und der Graf Gefühle für die schöne Dorina entwickelt.
Zweiter Akt. Nach einigen weiteren Missverständnissen rät Falco Poppone, den Schatzgräbern Geld und Geschenke zu geben. Im Gespräch mit Dorina klärt sich die Lage für ihn. Poppone bietet das Geld vergeblich den echten Grafen an. Die falschen Grafen Dorina und Giannino hingegen versichern ihm, dass sie nie ein Geschenk zurückweisen würden. Ghiandina stellt fest, dass sich Poppone mehr um Dorina als um sie kümmert, und warnt ihn vor einem Verhältnis mit der verheirateten vermeintlichen Gräfin. Falco führt Poppone in den Keller und führt dort eine Geisterbeschwörung durch, um den Schatz zu heben. Dabei spielen Dorina und Giannino zwei Teufel, nehmen Poppone sein Geld ab und verprügeln ihn. Einen Schatz finden sie nicht.
Dritter Akt. Poppone wirft dem Grafenpaar vor, ihn betrogen zu haben, statt ihm bei der Schatzsuche zu helfen. Erst als sie ihm ihr Empfehlungsschreiben zeigen, erkennt er seinen Irrtum. Die eifersüchtige Ghiandina hat die Geisterbeschwörung beobachtet und bezichtigt Dorina und Giannino des Betrugs. Die beiden wollen fliehen. Da erhalten sie durch Falco die Nachricht vom Tod von Gianninos Vater. Das Erbe reicht aus, Poppone zu entschädigen und zu heiraten. Sie geben Poppone in einer weiteren Geisterzeremonie das erschwindelte Geld zurück. Alle versöhnen sich miteinander.

### Erster Akt
Vornehmes Zimmer im Gasthaus
Szene 1. Das Liebespaar Dorina und Giannino ist von Zuhause fortgelaufen und hat ein Zimmer in Falcos Hotel in Neapel genommen. Dorina will ihren Freund verlassen, weil sie herausgefunden hat, dass er pleite ist (Duett Dorina/Giannino: „Ho risolto, voglio andar“). Als Falco dies erfährt, erzählt er ihnen von dem reichen Don Poppone, der immer auf der Suche nach einem Schatz sei. Man brauche sich ihm nur als Experte für Schatzsuche vorzustellen, um ihm mit Leichtigkeit das Geld aus der Tasche zu ziehen. Falco bewundert Dorinas Schönheit und macht sich über Gianninos Neigung zur Eifersucht lustig (Cavatine Falco/Dorina/Giannino: „Se non fossi maritato“).
Szene 2. Auch Graf und Gräfin Nastri wohnen in Falcos Gasthaus. Die Gräfin langweilt sich und vermutet, dass ihr Gatte ein Auge auf Dorina geworfen hat. Beide warten sehnsüchtig auf eine Einladung Poppones, dem sie von einem gemeinsamen Freund empfohlen wurden.
Szene 3. Die Gräfin will sich ihrem Mann nicht unterordnen (Arie der Gräfin: „S’inganna chi crede“).
Zimmer in Don Poppones Haus
Szene 4. Poppone ist fest davon überzeugt, dass im Keller seines Hauses ein Schatz versteckt ist, den er nur noch auszugraben braucht. Die Gäste, die er auf Wunsch seines Freundes einladen musste, sind ihm daher höchst unwillkommen. Dennoch bittet er seine Dienerin Ghiandina, die nötigen Vorbereitungen für die Besucher zu treffen. Er verspricht ihr, sie zu heiraten, sobald der Schatz gehoben ist. Ghiandina ist stolz auf ihre Ehrbarkeit und Treue zu Poppone (Arie Ghiandina: „Una donna che apprezza il decoro“).
Szene 5. Ghiandina meldet Poppone die Ankunft zweier Gäste – vermutlich Graf und Gräfin. Sie weist ihn auf die ungewöhnliche Schönheit der vermeintlichen Gräfin hin und bittet ihn, sie selbst darüber nicht zu vergessen.
Szene 6. Poppone sieht in Ghiandinas Eifersucht ein Zeichen ihrer Liebe.
Szene 7. Anstelle des Grafenpaares treffen Dorina und Giannino ein. Sie wundern sich darüber, dass Poppone sie als Graf und Gräfin begrüßt. Da sie glauben, Falco habe sie als solche angekündigt, beschließen sie, sich entsprechend vornehm zu betragen (Arie Dorina: „Si distingue dal nobile il vile“).
Szene 8. Giannino bringt die Sprache auf den zu hebenden Schatz, doch Poppone leugnet alles vor dem vermeintlichen Grafen (Arie Poppone: „Chi v’ha detto del tesoro“).
Szene 9. Giannino fragt sich, warum Falco sie so ganz anders als besprochen bei Poppone eingeführt hat. Um glaubwürdig einen Adeligen spielen zu können, muss er noch etwas üben (Arie Giannino: „Colle dame, colle dame“).
Szene 10. Falco trifft zu spät ein, um Poppone auf die angeblichen türkischen Schatzsucher hinzuweisen. Poppone freut sich über deren Hilfe. Falco wünscht ihm eine „Sturzflut von Gold“ (Arie Falco: „Il cielo vi precipiti“).
Szene 11. Ghiandina meldet Poppone zwei weitere Gäste.
Szene 12. Poppone begrüßt Graf und Gräfin Nastri freundlich, aber ohne die erwartete Ehrerbietung, und will sie gleich in seinen Keller führen.
Szene 13. Die beiden fühlen sich durch Poppones Verhalten beleidigt (Arie des Grafen: „Tenta invan co’ suoi vapori“).
Szene 14. Im Gespräch mit Poppone gerät Dorina in Verwirrung. Da sie merkt, dass er auf ihre Reize anspricht, beschließt sie, dies auszunutzen. Sie zieht sich unter einem Vorwand zurück, um sich mit Giannino abzusprechen.
Szene 15. Giannino macht Poppone gegenüber völlig andere Angaben über ihre Herkunft und ihre Pläne.
Szene 16. Nach Dorinas Rückkehr müssen sich die beiden den Fragen Poppones stellen. Es gelingt ihnen, die Widersprüche einigermaßen aufzulösen. Dennoch endet der Akt in Verwirrung, da Dorina Poppone schöne Augen macht und Giannino eifersüchtig wird (Finale I, Poppone/Giannino/Dorina: „Conte mio, per tutti i titoli“).

### Zweiter Akt
Hof im Haus von Don Poppone
Szene 1. Der Graf ärgert sich weiterhin über Poppones Verhalten, während die Gräfin ihn noch immer verdächtigt, Dorina nachzustellen.
Szene 2. Poppone bietet dem Grafen einen Anteil an seinem Schatz an. Die Gräfin glaubt, es handle sich um Dorina. Sie will diesem unmoralischen Treiben ein Ende setzen (Arie der Gräfin: „Chi son io pensate prima“).
Szene 3. Da Poppone das Verhalten der Gräfin irritiert, spricht er sich mit dem Grafen aus. Er erzählt ihm von dem in seinem Keller vermuteten Schatz und ergänzt, dass er die vermeintliche Gräfin Dorina für sich gewinnen will. Der Graf beschließt, die Rolle des Schatzgräbers weiterzuspielen. Auch er hat Gefühle für Dorina entwickelt (Arie des Grafen: „Un tenero affetto“).
Szene 4. Falco rät Poppone, die beiden Schatzgräber reich zu beschenken, um sich ihrer Hilfe zu versichern. Poppone erzählt ihm von seiner Hoffnung auf die mutmaßliche Gräfin, die ihm bereits ihre Liebe gestanden habe (Arie Poppone: „Falco mio“).
Szene 5. Falco wundert sich sehr darüber, dass Poppone sich ausgerechnet in die Gräfin verliebt hat. Im Gespräch mit Dorina versteht er allmählich Hintergründe der Verwechslung. Er weist Dorina darauf hin, dass er Poppone überredet habe, sie zu beschenken. Dessen Ehrfurcht vor dem Adel werde dies aber verhindern. Sie müsse daher zu einer List greifen. Er selbst hofft auf einen freundlichen Blick von ihr (Arie Falco: „Se con quell’occhio moro“).
Szene 6. Giannino würde den Plan am liebsten schon aufgeben. Dorina erzählt ihm jedoch, dass Poppone ihnen noch Geschenke geben werde.
Szene 7. Poppone zeigt Dorina und Giannino einen Geldbeutel und einen Ring und erzählt, dass er beides „einfachen Leuten“ schenken wolle.
Szene 8. Poppone bietet dem Grafen das Geld und der Gräfin den Ring als Geschenk an. Die beiden fühlen sich dadurch beleidigt.
Szene 9. Dorina und Giannino finden das Verhalten des Grafenpaares unhöflich. Sie versichern, dass sie selbst niemals ein Geschenk zurückweisen würden. Es sei ein Zeichen der Freundschaft. Das hätten ihnen schon ihre Ahnen im Testament erklärt (Arie Giannino: „M’han lasciato in testamento“).
Szene 10. Poppone fragt Dorina, ob sie auch einen Schatz oder sein Herz als Geschenk akzeptieren würde. Während sie den Schatz sofort nähme, kann sie mit dem Herzen nichts anfangen (Arie Dorina: „Sior [c]omo generoso“).
Szene 11. Ghiandina ist enttäuscht, dass sich Poppone mehr um Dorina als um sie bemüht. Sie will ihre Stellung aufgeben, um ihre Rivalin nicht auch noch bedienen zu müssen. Poppone sieht ein, dass ein Verhältnis mit einer verheirateten Frau sinnlos ist. Er verspricht Ghiandina, sie fortzuschicken (Arie Poppone: „Idol mio“).
Szene 12. Ghiandina hofft, dass Poppone sein Versprechen hält (Arie Ghiandina: „Donne belle, che bramate“).
Finsterer Keller

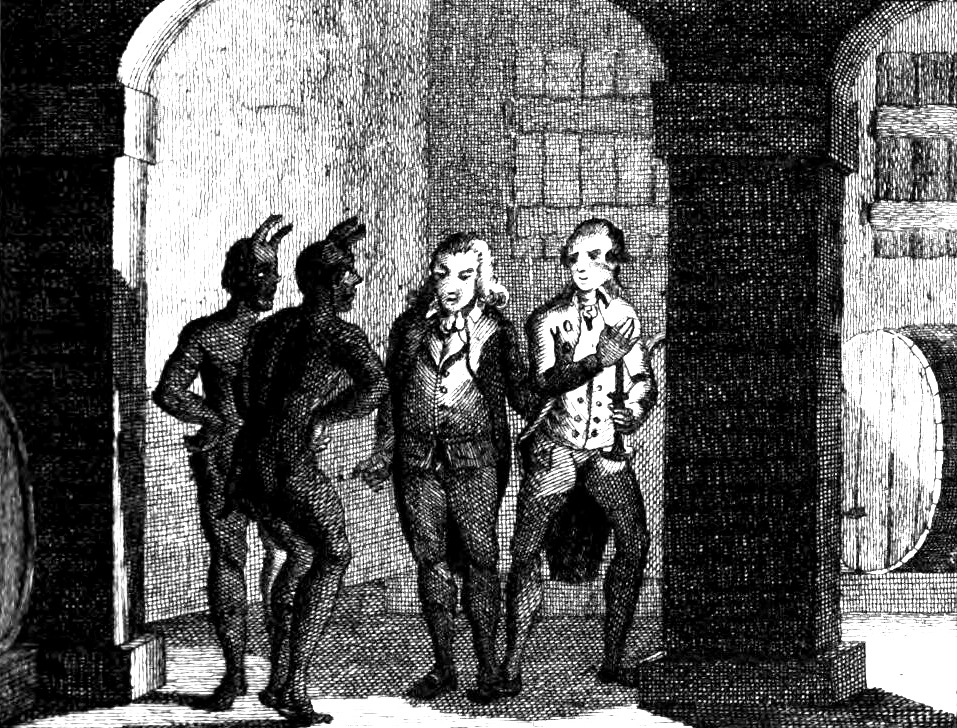
Bild aus der Textausgabe von 1795

Szene 13. Falco führt die Dorina und Giannino in den Keller, wo sie sich als Teufel verkleidet in einer dunklen Ecke verstecken.
[Szene 14.] Falco versichert Poppone, dass die beiden Schatzgräber in Kürze eintreffen werden und ihm die benötigte Beschwörungsformel aufgeschrieben hätten. Poppone hat auch die benötigten Werkzeuge und, wie von Falco verlangt, Gold und Silber mitgebracht. Falco beginnt mit der Beschwörung, die Dorina und Giannino mit allerlei Geräuschen und verstellten Stimmen beantworten (Finale II: „Spirti erranti“). Er fordert Poppone auf, den Geistern das Geld zu geben und zu graben. Als sie alles erhalten haben, ist natürlich kein Schatz zu sehen. Stattdessen zwingen die Teufel ihn, nachzusprechen: „Es lebe der Orcus, und die schöne Teufelin wird den Schatz haben“, und verprügeln ihn.

### Dritter Akt
Zimmer
Szene 1. Graf und Gräfin rätseln über Poppones merkwürdiges Verhalten. Während die Gräfin ihn für verrückt hält, glaubt der Graf an einen Betrug, den er aufklären will.
Szene 2. Poppone wirft bei den beiden vor, sich mit dem Teufel verbündet und ihn betrogen zu haben. Er droht mit einer Anklage, wenn sie ihm nicht zu seinem Geld verhelfen. Als die beiden ihm empört die Einladung und die Briefe des gemeinsamen Freundes zeigen, erkennt Poppone die Verwechslung und entschuldigt sich (Arie Poppone: „Com’è stata, dir non so“).
Szene 3. Die Gräfin drängt erneut zur Abreise (Arie der Gräfin: „Più bel diletto“).
Szene 4. Der Graf kann den Wunsch seiner Frau gut verstehen (Arie des Grafen: „Non si conosce il bene“).
Szene 5. Ghiandina beschuldigt Dorina und Giannino des Betrugs. Sie hat alles von der Kellertür aus beobachtet und weist die beiden darauf hin, dass sie selbst bald Herrin in diesem Haus sein werde (Arie Ghiandina: „Sì, signori, così è“).
Szene 6. Dorina und Giannino wollen die Flucht ergreifen. Dorina will mit ihrem Kumpanen nichts mehr zu tun haben.
Szene 7. Falco bringt den beiden die Nachricht vom Tod von Gianninos Vater. Mit dem Erbe können sie Poppone entschädigen und anschließend heiraten. Falco will alles ins Reine bringen (Arie Falco: „Veleggiar secondo il vento“).
Szene 8. Dorina und Giannino versöhnen sich wieder. Die Freude wird nur durch Gianninos Trauer um seinen Vater getrübt (Duett Giannino/Dorina: „O povero mio padre“).
Saal
Szene 9. Falco bereitet Poppone auf die Rückerstattung des Geldes vor, die in Form einer weiteren Beschwörung vor sich gehen soll.
Szene 10 „ultima“. Als freundliche Geister kostümiert geben Dorina und Giannino das ergaunerte Geld zurück (Finale III: „Spiriti buoni“). Graf und Gräfin verabschieden sich. Dorina und Giannino ernennen Poppone zu ihrem Trauzeugen, und der verspricht Ghiandina die Ehe. Nur über die Prügel soll Stillschweigen bewahrt werden, um den Frieden nicht zu stören.

## Gestaltung
La diavolessa gilt besonders wegen Galuppis Musik als einer der ersten Höhepunkte der Gattung der Opera buffa. Die alten Rollentypen werden hier differenzierter behandelt als zuvor. Auch gibt es Zwischenstufen zwischen den komischen und den ernsten Teilen des Werks. Die Thematik der Standesunterschiede und des gesellschaftlichen Aufstiegs sind weiterhin wichtig. Lächerlich gemacht werden sowohl der Hochmut des Adels als auch die Gier der Bürgerschicht, aber besonders die allgemeine Dummheit der Menschen.

### Orchester
Die Orchesterbesetzung der Oper umfasst die folgenden Instrumente:
- Holzbläser: zwei Flöten, zwei Oboen
- Blechbläser: zwei Hörner
- Streicher
- Basso continuo

### Musiknummern
Die Oper enthält die folgenden Musiknummern:
Erster Akt
- Duett (Dorina, Giannino): „Ho risolto, voglio andar.“ (Szene 1)
- Cavatine a 3 (Falco, Dorina, Giannino): „Se non fossi maritato“ (Szene 1)
- Arie (Gräfin): „S’inganna chi crede“ (Szene 3)
- Arie (Ghiandina): „Una donna che apprezza il decoro“ (Szene 4)
- Arie (Dorina): „Si distingue dal nobile il vile“ (Szene 7)
- Arie (Poppone): „Chi v’ha detto del tesoro“ (Szene 8)
- Arie (Giannino): „Colle dame, colle dame“ (Szene 9)
- Arie (Falco): „Il cielo vi precipiti“ (Szene 10)
- Arie (Graf): „Tenta invan co’ suoi vapori“ (Szene 13)
- Finale I: „Conte mio, per tutti i titoli“ (Szene 16)

Zweiter Akt
- Arie (Gräfin): „Chi son io pensate prima“ (Szene 2)
- Arie (Graf): „Un tenero affetto“ (Szene 3)
- Arie (Poppone): „Falco mio“[A 1]
- Arie (Falco): „Se con quell’occhio moro“ (Szene 5)
- Arie (Giannino): „M’han lasciato in testamento“ (Szene 9)
- Arie (Dorina): „Sior [c]omo generoso“ (Szene 10)[A 2]
- (Poppone): „Idol mio“ (Szene 11)[A 1]
- Arie (Ghiandina): „Donne belle, che bramate“ (Szene 12)
- Finale II: „Spirti erranti“ (Szene 13 bzw. 14)[A 3]

Dritter Akt
- Arie (Poppone): „Com’è stata, dir non so“ (Szene 2)
- Arie (Gräfin): „Più bel diletto“ (Szene 3)
- Arie (Graf): „Non si conosce il bene“ (Szene 4)[A 4]
- Arie (Ghiandina): „Sì, signori, così è“ (Szene 5)
- Arie (Falco): „Veleggiar secondo il vento“ (Szene 7)
- Duett (Giannino, Dorina): „O povero mio padre“ (Szene 8)
- Finale III: „Spiriti buoni“ (Szene 10)

### Musik
Die Oper beginnt mit einer dreiteiligen Sinfonia. Es folgt ungewöhnlicherweise nicht eine volkstümliche Canzone, sondern die Handlung beginnt direkt mit einem Streitduett des jungen Paares Dorina und Giannino. Nach einem rezitativischen Abschnitt endet die erste Szene mit einem Terzett, das in einer überlieferten Handschrift als „Cavatine a 3“ bezeichnet ist.:257 Da sich die beiden Musiknummern aufeinander beziehen, könnte sich Goldoni diese Szene auch als durchkomponiertes Ensemblestück vorgestellt haben.
Die Geister- und Prügelszene des zweiten Finales ist als zusammenhängende Musiknummer in Form eines sogenannten Kettenfinales konzipiert, in dem die verschiedenen Abschnitte des Textes nacheinander mit jeweils eigener Musik vertont wurden. Es besteht aus sieben Teilen in unterschiedlichen Ton- und Taktarten, die sich zunehmend steigern. Die gruselige Atmosphäre wird mit musikalischen Mitteln bildhaft dargestellt.
Die Arien und Ensemblestücke der Oper sind meist zweiteilig. Da-capo-Arien gibt es nur noch zur Kennzeichnung der oberen Gesellschaftsschichten. Dazu gehören die Auftrittsarien von Graf und Gräfin, die ganz im Stil der Opera seria stehen. Ansonsten orientierte sich Galuppi auch bei den Arien abschnittsweise am Text. In der Arie „Colle dame, colle dame“ (I:9) beispielsweise, in der Giannino sein Verhalten als Adeliger einübt, wird jedes Szenario mit Musik in einem anderen Taktmaß begleitet: ein Largo im 4/4-Takt bei der Begrüßung der Damen, ein schnellerer 3/4-Takt bei der Verbeugung vor den Herren und ein volkstümlicher 6/8-Rhythmus beim Vertreiben der Bettler. Seine dazwischen eingefügten Kommentare sind noch einmal anders gestaltet und orientieren sich mehr am rezitativischen Stil.
Die Musik von Dorinas Arie „Si distingue dal nobile il vile“ (I:7) entlehnte Galuppi größtenteils seiner Oper Alessandro nell’Indie aus demselben Jahr.

## Werkgeschichte
Bei der Uraufführung am 15. November 1755 im Teatro San Samuele in Venedig sangen Giuseppe Celesti (Graf Nastri), Antonia Zamperini (Gräfin), Serafina Penni (Dorina), Giovanni Leonardi (Giannino), Michele Del Zanca (Don Poppone), Giovanni Lovatini (Falco) und Rosa Puccini (Ghiandina). Die Bühnenbilder stammten von Andrea Urbani, die Kostüme von Natale Canziani und die Choreografie der Tänze von Antonio Terrades. Die Produktion war nicht ganz so erfolgreich wie einige der vorangegangenen Arbeiten Goldonis und Galuppis, aber auch kein Fehlschlag.
Es gab einige weitere Produktionen, bei denen teilweise andere Titel und Gattungsbezeichnungen verwendet wurden:
- 1756: Leipzig und Prag – überarbeitet als Li vaghi accidenti fra amore e gelosia.[10]
- 1757: Triest.[10]
- 1757: Rom, Teatro Capranica – überarbeitete Fassung.[1]
- 1758: Brescia, Teatro dell’Accademia degli Erranti – als L’avventuriera.[10]
- 1759: Bologna, Teatro Formagliari – Pasticciofassung als Don Poppone mit Arien von Nicola Calandra.[1]
- 1763: Nürnberg.[1]
- 1769: Braunschweig.[1]

Eine weitere Vertonung von Goldonis Libretto stammt vom tschechischen Komponisten Josef Bárta. Sie wurde am 18. Juli 1772 in Wien gespielt.
Die Textfassung der Goldoni-Gesamtausgabe enthält einige Unterschiede zu den gedruckten Partituren und dem Libretto von 1755.
Auch in neuerer Zeit wurde diese Oper einige Male gezeigt:
- 1952: Venedig, Teatro La Fenice – Dirigent: Carlo Maria Giulini; mit Elena Rizzieri, Agostino Lazzari, Sesto Bruscantini und Franco Calabrese.[1]
- 1964: Hessisches Staatstheater Wiesbaden – als Liebe macht Diebe; Neufassung in freier deutscher Nachdichtung von Günther Wilhelms; mit Marie-Louise Gilles (Dorina), Herbert Grabe (Poppone), Camillo Meghor (Giannino) und Reinhold Bartel (Falco).[12]
- 2002: Potsdam, Schlosstheater im Neuen Palais – Dirigent: Wolfgang Katschner, Regie: Heike Hanefeld, Bühne und Kostüme: Barbara Anna Keiner, deutsche Übersetzung: Babette Hesse.[13]
- 2007: Sacile, Teatro Zancanaro – im Rahmen der Seminari Internazionali Musica Barocca 2007; Dirigent: Dino Doni; Choreografie: Gloria Giordano.[14]
- 2019: Vicenza, Teatro Olimpico – beim 7. Festival Vicenza in Lirica; Dirigent: Francesco Erle, Regie: Bepi Morassi.[15]

## Aufnahmen
- 6.–10. Oktober 2003 – Wolfgang Katschner (Dirigent), Lautten Compagney Berlin.
 Johnny Maldonado (Graf Nastri), Bettina Pahn (Gräfin), Kremena Dilcheva (Dorina), Matthias Vieweg (Giannino), Egbert Junghanns (Don Poppone), Tom Allen (Falco), Doerthe Maria Sandmann (Ghiandina).
 Studioaufnahme aus der Jesus-Christus-Kirche in Berlin-Dahlem.
 Cpo 999 947-2 (2 CDs).[16]

## Digitalisate
- La diavolessa: Noten und Audiodateien im International Music Score Library Project
- Libretto (italienisch), Venedig 1755. Digitalisat des Münchener Digitalisierungszentrums
- Li vaghi accidenti fra amore e gelosia bzw. Die Artigen Zufälle Zwischen Liebe und Eifersucht. Libretto (italienisch/deutsch), Prag 1756. Digitalisat bei Google Books
- Opere teatrali 43. Drammi giocosi per musica. Tomo 9. Antonio Zatta, Venedig 1795. Digitalisat bei Google Books, S. 179–239